# Кубок Греції з футболу 1946—1947
П'ятий розіграш Кубку Греції 1946—1947 став першим турніром після Другої світової війни. Усього брало участь 96 клубів. Фінал відбувся 8 червня 1947 на стадіоні Апостолос Ніколаїдіс (Афіни). Зустрілися команди Олімпіакос та Іракліс, Олімпіакос виграв з рахунком 5:0.

## Чвертьфінали
| Команда 1      | Рахунок | Команда 2     |
| -------------- | ------- | ------------- |
| Іракліс        | 2-0     | Аріс          |
| Олімпіакос     | 2-0     | Етнікос Пірей |
| Нікі Волос     | 3-2     | Македонікос   |
| Ахіллеас Патри | 2-1     | Аріс Афіни    |

## Півфінали
| Команда 1  | Рахунок | Команда 2      |
| ---------- | ------- | -------------- |
| Олімпіакос | 4-1     | Ахіллеас Патри |
| Іракліс    | 3-0     | Нікі Волос     |

## Фінал
| 08.06.1947 |

| Олімпіакос                                            | 5:0 | Іракліс |
| ----------------------------------------------------- | --- | ------- |
| Вазос 13', 31', 78' Васіліадіс 17' Ксаціставрідіс 79' |     |         |

| «Апостолос Ніколаїдіс», Афіни Арбітр: Сотіріс Аспрогеракас |